# HMS Waldegrave (K579)
HMS Waldegrave (K579) là một tàu frigate lớp Captain của Hải quân Hoàng gia Anh hoạt động trong Chiến tranh Thế giới thứ hai. Nó nguyên được Hoa Kỳ chế tạo như chiếc DE-570 (chưa đặt tên), một tàu hộ tống khu trục lớp Buckley, và chuyển giao cho Anh Quốc theo Chương trình Cho thuê-Cho mượn (Lend-Lease). Tên nó được đặt theo Đô đốc William Waldegrave (1753–1825), hạm trưởng chiếc HMS Courageux (1761) và đã từng tham gia cuộc Chiến tranh Cách mạng Pháp. Nó đã phục vụ cho đến khi chiến tranh kết thúc tại Châu Âu, hoàn trả cho Hoa Kỳ năm 1945, và cuối cùng bị bán để tháo dỡ vào năm 1946.

## Thiết kế và chế tạo
Buckley là một trong số sáu lớp tàu hộ tống khu trục được Hải quân Hoa Kỳ chế tạo nhằm đáp ứng nhu cầu hộ tống vận tải trong Thế Chiến II, sau khi Hoa Kỳ chính thức tham chiến vào cuối năm 1941. Chúng hầu như tương tự nhau, chỉ với những khác biệt về hệ thống động lực và vũ khí trang bị. Động cơ của phân lớp Backley bao gồm hai turbine hơi nước General Electric để dẫn động hai máy phát điện vận hành hai trục chân vịt, và dàn vũ khí chính bao gồm 3 khẩu pháo pháo 3 in (76 mm)/50 cal.
Những chiếc phân lớp Buckley (TE) có chiều dài ở mực nước 300 ft (91 m) và chiều dài chung 306 ft (93 m); mạn tàu rộng 37 ft 1 in (11,30 m) và độ sâu mớn nước khi đầy tải là 11 ft 3 in (3,43 m). Chúng có trọng lượng choán nước tiêu chuẩn 1.430 tấn Anh (1.450 t); và lên đến 1.823 tấn Anh (1.852 t) khi đầy tải. Hệ thống động lực bao gồm hai nồi hơi và hai turbine hơi nước General Electric công suất 13.500 mã lực (10.100 kW), dẫn động hai máy phát điện công suất 9.200 kilôwatt (12.300 hp) để vận hành hai trục chân vịt;  công suất 12.000 hp (8.900 kW) cho phép đạt được tốc độ tối đa 23 kn (26 mph; 43 km/h). Con tàu mang theo 359 tấn Anh (365 t) dầu đốt, cho phép di chuyển đến 6.000 nmi (6.900 mi; 11.000 km) ở vận tốc đường trường 12 kn (14 mph; 22 km/h).
Vũ khí trang bị bao gồm pháo 3 in (76 mm)/50 cal trên ba tháp pháo nòng đơn đa dụng (có thể đối hạm hoặc phòng không), gồm hai khẩu phía mũi và một khẩu phía đuôi. Vũ khí phòng không tầm gần bao gồm hai pháo Bofors 40 mm và tám pháo phòng không Oerlikon 20 mm. Con tàu có ba ống phóng ngư lôi Mark 15 21 inch (533 mm). Vũ khí chống ngầm bao gồm một dàn súng cối chống tàu ngầm Hedgehog Mk. 10 (có 24 nòng và mang theo 144 quả đạn); hai đường ray Mk. 9 và bốn máy phóng K3 Mk. 6 để thả mìn sâu. Thủy thủ đoàn đầy đủ bao gồm 200 sĩ quan và thủy thủ.
Waldegrave được đặt lườn như là chiếc DE-570 (chưa đặt tên) tại xưởng tàu của hãng Bethlehem-Hingham Steel Shipyard ở Hingham, Massachusetts vào ngày 16 tháng 10, 1943 và được hạ thủy vào ngày 4 tháng 12, 1943. Con tàu được chuyển giao cho Anh Quốc và nhập biên chế cùng Hải quân Anh như là chiếc HMS Waldegrave (K579) vào ngày 25 tháng 1, 1944 dưới quyền chỉ huy của Hạm trưởng, Đại úy Hải quân Tempest Hay.

## Lịch sử hoạt động
Sau khi hoàn tất việc chạy thử máy và huấn luyện, Waldegrave lên đường cho chuyến đi vượt Đại Tây Dương sang quần đảo Anh. Nó dưới quyền Bộ chỉ huy Devonport để phục vụ hộ tống vận tải tại Bắc Đại Tây Dương và tuần tra chống tàu ngầm tại Bắc Hải.
Để chuẩn bị tham gia vào Chiến dịch Neptune, hoạt động hải quân trong khuôn khổ cuộc đổ bộ Normandy dự định tiến hành vào tháng 6, 1944, Waldegrave đã thực hành huấn luyện đổ bộ và tuần tra chống tàu ngầm trong tháng 4 trước khi đi đến Milford Haven. Vào ngày D 6 tháng 6, nó tham gia thành phần hộ tống cho một đoàn tàu đổ bộ LST Hoa Kỳ vượt eo biển Manche đi sang các bãi đổ bộ Normandy, rồi trong suốt những tháng tiếp theo đã hộ tống các tàu vận tải chuyển lực lượng tăng viện và tiếp liệu sang chiến trường.
Waldegrave cũng tạm thời được điều sang dưới quyền Bộ chỉ huy Portsmouth để hộ tống cho thiết giáp hạm Warspite (03) tiến hành bắn phá Walcheren, một hoạt động chuẩn bị cho cuộc tấn công trên bộ sang Hà Lan. Sau đó nó chuyển sang hộ tống các đoàn tàu vận tải vượt Đại Tây Dương băng qua eo biển Manche đến thẳng các cảng châu Âu, đặc biệt là Antwerp, Bỉ. Sau khi chiến tranh chấm dứt tại châu Âu, con tàu được đưa về thành phần dự bị tại Harwich.
Waldegrave được chính thức hoàn trả cho Hoa Kỳ vào ngày 3 tháng 12, 1945,  nhằm giảm bớt chi phí mà Anh phải trả cho Hoa Kỳ trong Chương trình Cho thuê-Cho mượn (Lend-Lease). Do dư thừa so với nhu cầu về tàu chiến sau khi chiến tranh đã chấm dứt, nó được rút tên khỏi danh sách Đăng bạ Hải quân Hoa Kỳ vào ngày 21 tháng 1, 1946 và bị bán cho hãng Atlas Steel and Supply Company tại Cleveland, Ohio vào năm 1946. Con tàu bị bán lại cho hãng Kulka Steel and Equipment Company tại Alliance, Ohio; rồi được bán lại lần sau cùng cho hãng Bristol Engineering Company tại Somerset, Massachusetts vào ngày 8 tháng 12, 1946. Nó bị tháo dỡ vào tháng 6, 1948.